# Manuel Thomson
Manuel Tomás Thomson Porto Mariño, né le 3 novembre 1839 à Valparaíso, au Chili, et mort le 27 février 1880 à Arica, au Pérou, est un marin chilien qui a participé à la guerre du Pacifique.
Il était le fils du capitaine suédois Joaquin Thomson et de Manuela Porto Mariño. Il est entré en 1851 à l’école militaire. Sa première action de guerre fut la défense qu’il fit au palais de la Monnaie lors d’une tentative de coup d'État en avril de la même année. Il rejoint l’escadre en tant qu’aspirant et, en 1865, il est déjà capitaine de corvette sur l'Esmeralda, sur le même navire où se trouvait Arturo Prat.
À ce grade, il assiste à la capture de la goélette espagnole Virgen de Covadonga au combat de Papudo le 26 novembre 1865, et combat la même année à Abtao où il se distingue par ses actions à Ancud. Après la fin de la guerre avec l’Espagne, il a appris la géographie et s’est consacré aux explorations hydrographiques au sud et au nord du Chili.
En 1863, il présente à l’université du Chili un mémoire géographique intitulé Le Rio Biobío et ses affluents, qui est publié dans les annales de l’université.

## Biographie

### Occupation de l'Araucanie
Pendant la première partie de l'occupation de l'Araucanie, la marine chilienne a joué un rôle important dans le transfert des troupes de l’armée de terre chilienne dans l’actuelle province d'Arauco, puis dans l’occupation de Lebu et Detàa en 1862.
En 1862, Thomson était enseigne de vaisseau de 2e classe dans la Marine et il fut chargé par le gouvernement le 21 octobre 1862 de réaliser une étude hydrographique du Rio Biobío. Pour ce travail, Thomson prit avec lui 16 hommes de l’équipage du navire Esmeralda, dont les aspirants Javier Barahona, chargé de l’exploration du Río Vergara ; Luis Castillo, chargé d’explorer la rivière Río Duqueco ; Emilio Valverde, chargé d’explorer la rivière Río Bureo, et Luis Pomar avec qui il explore le Rio Biobío depuis sa source. Avec cette équipe, il a effectué des études hydrographiques et astronomiques sur le territoire, sur une période de 7 mois, qui comprenaient un travail sur le terrain du 29 novembre au 10 avril 1863, relevant en outre les affluents du Rio Biobío. Dans ce travail, il a rendu compte des villes et des forts de la frontière, mais a également décrit dans son rapport, qu’il a publié en juin 1863, les possibilités d’établir des travaux de canaux et d’irrigation. Parmi les réalisations qui ressortent de ce rapport figurent entre autres l’ascension du volcan Antuco, la visite des thermes de San Lorenzo, la description des ruines du fort de Mesamavida, de l’ancienne ville d’Angol, des missions de Diuquin, Huaqui et Colhue. Il fait une description de chacun des villages et des paysages. En plus, il relate son contact avec les Pehuenches et la résistance d’une partie des Mapuches pour le laisser explorer la rivière Butaco, près d’Angol.
Il a également publié une carte avec un aperçu détaillé des noms géographiques, de la localisation des établissements coloniaux et des ruines (comme les anciennes missions et les forts), parmi lesquels figurent les résidences des communautés indigènes et de leurs principaux chefs.
Ces documents ont ensuite permis au gouvernement de justifier l’occupation au sud du fleuve Biobío commencée en 1861 et d’établir la « ligne du Malleco » comme nouvelle frontière.

### Guerre du Pacifique

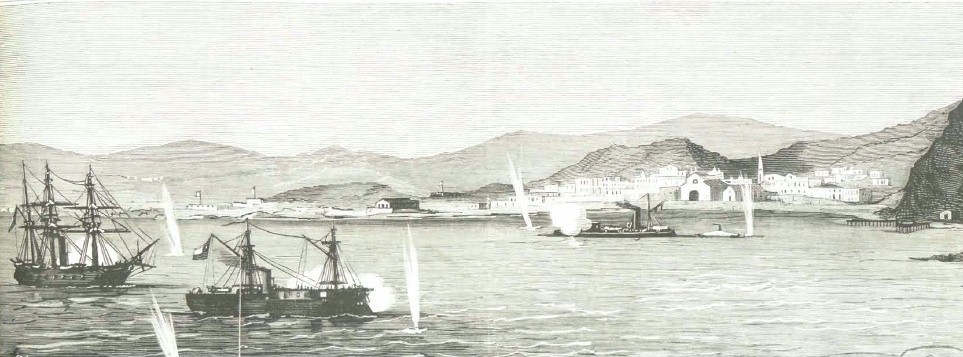
Lithographie représentant le combat du 27 février 1880 entre le monitor Huáscar et le monitor Manco Capac.

Au début de la guerre, il était capitaine de frégate et commandant de la corvette Esmeralda. Le 5 mai 1879, un changement de commandement a été apporté au blocus d'Iquique, et le capitaine de frégate Arturo Prat Chacón assume le commandement de l'Esmeralda. Thomson prend celui du transport Abtao. Il a fait le voyage à Callao avec le contre-amiral Juan Williams Rebolledo, puis au Panama en « Amazonie ».
Après que le monitor péruvien Huáscar ait été capturé dans la bataille d'Angamos, Thomson a reçu son commandement. À ce poste, il se trouva à Arica, le 27 février 1880. Thomson décide de faire un passage provocateur devant les forts péruviens en exposant le Huáscar avec un énorme drapeau chilien. C’est à ce moment qu’il reçut le feu des batteries situées dans la ville et sur le cap. Cela provoqua la sortie de l’ancien monitor fluvial Manco Cápac de sa cachette. Thomson a répondu à l’attaque en ciblant les batteries de la ville et en s’éloignant de l’artillerie péruvienne.
Puis Thomson, dans un nouvel élan de vantardise, décide de mener une deuxième attaque sur la place, en décidant d’arrêter à coups de canon un transport ferroviaire militaire et, au passage, bombarder le monitor Manco Capac, placé sous le commandement du capitaine Juan Guillermo More Ruiz. Le monitor fluvial faisait partie des défenses du port, et en sortait parfois. En s’approchant par bâbord, le monitor Huáscar est victime d’une défaillance de ses machines qui le laisse sans propulsion et exposé aux coups des canons du monitor côtier péruvien. Celui-ci a profité de l’occasion pour viser calmement avec sa redoutable artillerie de 500 livres. Le Manco Cápac tire avec son canon gauche vers le pont et l’un des obus de 500 livres touche Thomson en rebondissant sur le mât d'artimon, en lui pulvérisant presque entièrement le côté gauche du torse.
Son corps a été enterré et son épée a été brisée à l’avant sur le pont du monitor, au même endroit où Prat était mort auparavant. Paradoxalement, il convient de souligner que Thomson ressentait un profond mépris pour Prat, qu’il considérait comme un marin peu éclairé et de faible valeur militaire, ce qui a affecté le destin de celui-ci. C’est lui qui suggéra à l’amiral Juan Williams Rebolledo le changement de commandement à Iquique, ce qui, paradoxalement, permettra à la figure de Prat de se couvrir de gloire au passage du Condell.

## Œuvres publiées
- (es) Jeografía de Chile. Informe de la comision esploradora del rio Bio-Bio i sus afluentes, pasado al Gobierno por don Manuel T. Thompsom, jefe de la espedicion, 20 juin 1863 (lire en ligne) (en français : « Géographie du Chili. Rapport de la commission exploratrice du fleuve Bio-Bio et ses affluents, transmis au gouvernement par M. Manuel T. Thompsom, chef de la mission, le 20 juin 1863 »).
- (es) Carta plana del Río Bío-Bío i sus afluentes evantada de orden del Supmo. Gbno., por la Comisión Exploradora de Marina compuesta por el Teniente 2° Manuel T. Thomson, Valparaíso, 1863 (lire en ligne) (en français : Carte plan du Rio Bío-Bío et ses affluents évasées, dressée par ordre du gouverneur suprême, par la Commission exploratrice de marine composée du 2d lieutenant Manuel T. Thomson, Valparaíso, 1863.]

## Hommages
La marine chilienne a nommé en son honneur deux sous-marins successifs :
- Le Capitán Thompson, de classe Capitán O'Brien, dans l’entre-deux-guerres ;
- Le  Comandante Thomson (SS-20), de Type 209-1300, dans les années 1980.